# Politica della porta aperta
La Politica della Porta Aperta (Open Door Policy) è un concetto di politica estera. In quanto teoria, la Politica delle Porte Aperte ha avuto origine con il commercio britannico, così come si riflesse sui trattati conclusi con la dinastia Qing in Cina dopo la Prima Guerra dell'Oppio (1839-1842). Sebbene la Politica delle Porte Aperte sia convenzionalmente associata alla Cina, è stata riconosciuta ufficialmente alla Conferenza di Berlino del 1885, in cui veniva dichiarato che nessuna potenza avrebbe potuto imporre dazi preferenziali nel bacino del fiume Congo. In sostanza le grandi potenze si astengono o rinunciano a chiedere speciali privilegi, preferenze commerciali o monopoli.

## La Politica della Porta Aperta in Cina
Come politica specifica relativa alla Cina, è stata portata avanti per la prima volta dagli Stati Uniti nelle Note alla Politica della Porta Aperta del Settembre-Novembre 1899 (conosciuta come "nota di Hay"). Nel 1898, gli Stati Uniti erano diventati una potenza nell'Asia Orientale grazie all'acquisizione delle Isole Filippine, e quando la ripartizione della Cina da parte delle potenze europee e del Giappone pareva ormai imminente, gli Stati Uniti sentirono minacciati i propri interessi commerciali in Cina. Il Segretario di Stato statunitense John Hay inviò delle note alle maggiori potenze (Francia, Germania, Regno Unito, Italia, Giappone, Russia), chiedendo loro di dichiarare formalmente che avrebbero preservato l'integrità territoriale e amministrativa cinese e non avrebbero interferito con il libero uso dei porti all'interno delle sfere di influenza in Cina.
In risposta, ogni nazione si sottrasse alla richiesta di Hay, affermando che non si sarebbe potuta impegnare in tal senso finché non lo avessero fatto le altre nazioni. In tutto questo periodo ci fu una forte tensione economica. Tuttavia, nel Luglio del 1900, Hay annunciò che ciascuna delle potenze aveva acconsentito in linea di principio. Nonostante ciò i trattati fatti dopo il 1900 che si riferivano alla Politica della Porta Aperta, la competizione tra le varie potenze per ottenere delle concessioni speciali all'interno della Cina per i diritti ferroviari, minerari, per prestiti, e così via, rimasero inalterati.

## Successo del Principio della Porta Aperta
Nel 1902, il governo degli Stati Uniti contestò che l'invasione russa della Manciuria dopo la Ribellione dei Boxer era una violazione della Politica della Porta Aperta. Quando il Giappone rimpiazzò la Russia nella Manciuria meridionale dopo la Guerra Russo-Giapponese (1904-1905), il governo giapponese e quello statunitense promisero di mantenere una politica di uguaglianza in Manciuria. Nel campo della finanza, gli sforzi americani di preservare la Politica della Porta Aperta condussero, nel 1909, alla formazione di un consorzio bancario internazionale attraverso il quale tutti i prestiti ferroviari cinesi sarebbero stati accordati (1917), e ad un altro scambio di note tra gli Stati Uniti e il Giappone in cui veniva rinnovato l'impegno al rispetto della Politica della Porta Aperta, ma che gli Stati Uniti avrebbero riconosciuto gli speciali interessi giapponesi in Cina (l'accordo Lansing-Ishii). La Politica della Porta Aperta fu ulteriormente indebolita da una serie di trattati segreti (1917) tra il Giappone e gli Alleati, che promettevano al Giappone i possedimenti tedeschi in Cina in caso di conclusione vittoriosa della guerra.
Il crescente disconoscimento della Politica della Porta Aperta fu una delle ragioni principali che portano alla convocazione della Conferenza di Washington (1921-1922) tenutasi a Washington Come risultato della conferenza, gli Stati Uniti firmarono il Trattato delle Nove Potenze (6 febbraio 1922), che affermava nuovamente l'integrità e l'indipendenza della Cina, passando per il principio della Porta Aperta. Tuttavia, il Trattato delle Nove Potenze non conteneva alcuna norma rafforzativa.
Con la conquista giapponese della Manciuria (1931) e la creazione di Manchukuo, il principio delle Porte Aperte cessò formalmente di esistere.

## La Politica della Porta Aperta nella Cina contemporanea
Dopo la seconda guerra mondiale, venne riconosciuta alla Cina lo status di stato sovrano, e vennero abolite tutte le concessioni speciali e i trattati iniqui, fatta eccezione per i trattati firmati con la Russia. Tuttavia, con l'aumentare del potere del Partito Comunista Cinese, la Politica della Porta Aperta fu respinta fino al 1978, quando Deng Xiaoping prese l'impegno di adottare politiche che promuovessero il commercio estero e gli investimenti economici. Dalla fine degli anni Settanta, il termine "Politica della Porta Aperta" venne usato anche dalla Repubblica Popolare Cinese come giustificazione per richiedere alle nazioni di non concedere il riconoscimento diplomatico alla Repubblica di Cina a Taiwan.

## Eredità
La Politica della Porta Aperta è stata una politica importante che ha condotto ad un aumento del commercio, della cooperazione economica e dell'interdipendenza tra paesi.
La teoria della Politica della Porta Aperta è una pietra angolare dell'idea che il commercio è un diritto naturale, ed anche se gli stati sovrani possono reagire a tali politiche con atteggiamenti protezionistici, ciò sarebbe innaturale, perché lo scambio e la comunicazione con gli altri sono diritti naturali, come citato nei famosi Due trattati sul governo di John Locke.